# Stazione di Hineno
La stazione di Hineno (日根野駅?, Hineno-eki) è una stazione ferroviaria della città di Izumisano, nella prefettura di Osaka in Giappone. La stazione è gestita dalla JR West e serve la linea Hanwa ed è il punto d'origine della linea Kansai Aeroporto, sebbene tutti i treni proseguano comunque sulla Hanwa fino a Osaka e oltre.

## Servizi
JR West
■ Linea Hanwa
■ Linea Kansai Aeroporto
Espresso limitato Kuroshio
Espresso limitato Haruka

## Struttura
La stazione è costituita da due marciapiedi a isola con 4 binari in superficie.
| 1-2 | ■ Linea Hanwa            | per Izumi-Sunagawa e Wakayama |
| 1-2 | ■ Linea Kansai Aeroporto | per Kansai Aeroporto          |
| 3-4 | ■ Linea Hanwa            | per Ōtori, Tennōji e Osaka    |

## Stazioni adiacenti
| ≪                      | Servizio                                        | ≫              |
| Linea Hanwa            | Linea Hanwa                                     | Linea Hanwa    |
| ---------------------- | ----------------------------------------------- | -------------- |
| Kumatori               | Locale Rapido Regionale Rapido Kishūji Rapido B | Nagataki       |
| Kumatori               | Rapido Rapido Diretto Rapido Kishūji (alcuni)   | Izumi-Sunagawa |
| Linea Kansai Aeroporto |                                                 |                |
| Kumatori               | Rapido Kankū Rapido Diretto                     | Rinkū Town     |
| Capolinea              | Shuttle                                         | Rinkū Town     |